# Central Highlands Region
Central Highlands Region är en region i Australien. Den ligger i delstaten Queensland, omkring 600 kilometer nordväst om delstatshuvudstaden Brisbane. Antalet invånare är 31 289.
Följande samhällen finns i Central Highlands:
- Emerald
- Blackwater
- Tieri
- Springsure
- Sapphire
- Rubyvale
- Rolleston

Omgivningarna runt Central Highlands är i huvudsak ett öppet busklandskap. Trakten runt Central Highlands är nära nog obefolkad, med mindre än två invånare per kvadratkilometer.  Genomsnittlig årsnederbörd är 810 millimeter. Den regnigaste månaden är januari, med i genomsnitt 179 mm nederbörd, och den torraste är augusti, med 11 mm nederbörd.